# Pujato Bluff
Il Pujato Bluff (in lingua inglese: Falesia Pujato ), è una falesia rocciosa antartica, alta 660 m, che forma l'estremità meridionale delle Schneider Hills dell'Argentina Range, nei Monti Pensacola, in Antartide. 
La falesia è stata mappata dall'United States Geological Survey (USGS) sulla base di rilevazioni e foto aeree scattate dalla U.S. Navy nel periodo 1956-67.
La denominazione è stata assegnata dall'Advisory Committee on Antarctic Names (US-ACAN), in onore del generale argentino Hernan Pujato, responsabile del gruppo argentino che trascorse l'inverno del 1955 e del 1956 presso la Base antartica Belgrano I.